# Úbeda
Úbeda este un oraș în Spania în comunitatea Andaluzia în provincia Jaén.
În 2006 avea o populație de 36.342 locuitori.
Ansamblurile monumentale renascentiste din Úbeda au fost înscrise în anul 2001 pe lista patrimoniului cultural mondial UNESCO.